# Wiener Vororte-Zeitung
Die Wiener Vororte-Zeitung erschien von 15. Februar 1875 bis 15. Dezember 1890. Die zwei- bis dreimal pro Monat erscheinende Zeitung trug den Zusatz „Organ für Communal-, Vereins- und Schulwesen.“ Als Beilage darin enthalten war „Klosterneuburg und Umgebung“. Die Fortsetzung fand die Wiener Vororte-Zeitung unter dem Titel „Groß-Wien Organ für Politik, communale Interessen, Volkswirthschaft, Theater, Kunst und Literatur“. Die Nachfolgezeitung erschien zweimal pro Monat von 10. Jänner 1891 bis 15. Dezember 1894.

## Herausgeber
- bis April 1882: Anton Dorr;
- 18. Mai 1882 – Jänner 1887: E. von Chernel;
- 20. Februar 1887 – 15. Dezember 1890: M. Tattek.

## Verleger
- ab 1. Dezember 1875: Anton Dorr.

## Eigentümer
- 8. Mai – 20. November 1884: A. Steinitz, E. von Chernel

## Redakteure
- 15. Februar – 1. Oktober 1875: Johann Lindemayr;
- 15. Oktober – 15. November 1875: Johann Griser;
- 1. Dezember 1875 – 15. August 1876: Anton Dorr;
- 1. September 1876 – 20. Mai 1879: Hans von Himmelberg;
- 1. Juni – November 1879: Anton Dorr;
- 10. Dezember 1879: Josef Feuchtinger;
- 20. Dezember 1879 – April 1882: Anton Dorr;
- 18. Mai 1882 – 15. Dezember 1890: J. Hacker